# 황금마차 (드라마)
《황금마차》는 MBC에서 2002년 7월 1일부터 2003년 3월 1일까지 방영된 문화방송 아침드라마이다.
한편, 2019년 개국한 MBC ON에서 재방송되었다.

## 기획 의도
현대적인 가치관에 익숙한 언니와 다소 전통적인 여인상을 견지하고 있는 동생. 두 이복 자매를 통해 전통과 현대의 가치관이 충돌하면서 빚어지는 상황을 그린다. 두 자매로 대변되는 현대 여성과 전통적인 여성상, 그리고, 황씨 집안의 서민적인 모습과 재벌가 이씨 집안의 우아한 생활상을 진지하면서도 경쾌하게 다룬다.

## 줄거리
두 명의 똘똘이 엄마가 있다. 두 사람은 이복 자매이다. 사실은 언니가 똘똘이를 낳은 친엄마이지만, 동생이 똘똘이의 엄마로 되어 있고, 또한 엄마 노릇을 한다.
황씨 자매의 집안은 무척 가난하고, 아버지도 새엄마도 경제적으로 무능하다. 어쩌다 보니, 그동안의 생계는 자매의 고모가 책임지고 있었는데, 일찍 혼자가 된 미모의 고모는, 친정이랍시고, 어린 아들을 친정 엄마에게 맡겨 키울 심산으로 어린 아들을 데리고 친정에 들어 왔다가, 20년이 넘게 발목이 붙잡힌 꼴.
무능하고 줏대 없이 큰 소리만 치는 아버지를 싫어하는 큰딸 황유정은 오로지 이 집안에서 탈출하는 것만이 꿈이라, 어려서부터 이기적이었고 공부를 무척 열심히 했다. 그래서인지 가족 모두 쌀쌀맞은 유정에게는 가족답지 않은 거리감을 느끼는데, 유일하게 고모만이 날 닮아서 이쁘고 똑똑한 조카라며, 친딸처럼 유정을 예뻐한다. 그런 고모 덕에 언니 유정만이, 밖에서는 부잣집 딸인 줄로 알 만큼 제 할 짓은 다하고 컸다.
한편, 언니 유정은 대학 때 부잣집 아들을 캠퍼스 커플로 사귀어 임신을 했는데, 아이를 빌미로 결혼과 동시에 유학을 가려는 욕심으로 중절 수술을 안 한 채 휴학을 했지만, 남자의 집안에서는 남자만을 외국으로 빼돌리고 유정에게는 임신 6개월에 무리한 중절 수술을 해야 하는 대가로 약간의 위로금만을 지불했다. 그러나 혼란스러웠던 유정은 아이를 낳았고, 그 아이는 냉정한 유정과 힘 없는 가족들에 의해 어느새 둘째 딸의 아이로 둔갑해 버렸다. 유정에게는 밝은 미래가 있어 보였고, 아이는 유정의 미래에 너무나 큰 장애물이 될 것이라는 자연스런 생각들 때문이었다.
반면 마음이 맑고, 늘 궂은 일을 도맡아 해 온 둘째 딸 순정은 고등학교만 졸업한 후에 생계에 보탬이 되고자 직장에 다니고 있었는데, 아이를 친자식처럼 예뻐하게 된다. 그러다보니, 걷기 시작하고 말을 하기 시작한 아이가 둘째 순정에게 엄마라고 부르고, 실제 엄마인 유정에게는 이모라고 부르게 되버린 셈. 그러나, 아무도 그것이 잘못되었다는 생각을 안한 채 은근슬쩍 아이는 순정에게 떠맡겨지고 순정은 미혼모처럼 되어 버렸다.
아이의 출생 경위가 경위인 만큼 처음에는 가족 모두가 아이의 이름조차 짓기가 난감해서 태어난 후로도 한참 동안 출생 신고도 못하고 똘똘아, 똘똘아 부른 것이 아직까지 똘똘이. 이 어느덧 똘똘이는 7살의 귀여운 남자 아이가 되어 버렸고, 이런 까닭에 두 명의 똘똘이 엄마가 있게 된 것.
순정과 유정은 결국 한 집안의 형제와 각각 결혼하게 된다. 언니 유정은 여러 우여곡절을 꿋꿋이 이겨 내고, 그러나 마치 신데렐라처럼, 미래가 보장된 형 이강석과 결혼한다. 강석은 재벌가의 장남으로 앞만 보고 달려가는 엘리트이다. 순정은 이강석의 동생 이한석과 결혼. 동생 한석은 가출해서 혼자 살고 있는 가진 것이 없어 보이는 청년. 그러나 마음이 맑고 따뜻하고 재밌는 남자이다.
유정은 어렵게 성사된 혼사인 만큼 결혼과 동시에 친정 식구들을 나 몰라라 하고, 시부모의 마음을 빼앗으려 하지만, 비협조적인 친정 아버지나 고모가 골칫거리다. 친정 때문에 시어머니와의 갈등이 계속 심화된다.
한편 순정은, 연애하는 동안 줄곳 고아인 줄로만 알았던 이한석의 집안에 대해 결혼을 앞둔 시점에서 알게 되고, 괴로워한다. 한석의 집안 역시 가출했던 둘째 아들이 미혼모와 결혼을 하겠다고 하니, 발칵 뒤집어진다. 게다가 시동생이 미혼모와 결혼을 하는 줄 알고 시어머니 편에 서서 함께 반대하던 유정, 이윽고 그 여자가 다름 아닌 자신의 여동생인 것을 알게되고, 더구나 그 아이가 사실은 자신의 아이가 아닌가. 한석의 집안은 극렬한 반대로 결혼을 막아서지만, 한석과 순정은 너무도 아름다운 사랑을 했기에 도저히 헤어질 수가 없다. 또한 한석은 순정의 아이, 똘똘이에게 너무나 다정다감하다.
결국 모든 난관을 다 뚫고 유정과 순정, 이씨 집안의 두 며느리가 되지만, 어느새 음지가 양지되고, 양지가 음지되듯, 유정과 순정의 비밀이 벗겨지기 시작한다. 그리고 종국에는 세상을 아름다운 눈으로 바라보고 양보하며 살아온 순정이의 해피 엔딩으로 마무리된다.

## 등장 인물

### 황씨 집안
- 엄지원: 황순정 역

맑다. 똑똑하지만, 매사에 흔쾌히 양보를 잘한다. 고등학교 졸업 후 백화점 다종의 판매직을 거쳐, 현재는 백화점 식품부에서 김치를 잘 팔고 있다. 식품회사 직영 판매 사원. 이복 언니 유정이가 사고처럼 낳아 버린 똘똘이의 엄마 노릇을 얼마나 야무지게 잘하는지. 김치 판매 실적도 좋고 살림도 잘 돕는 씩씩하고 귀엽고 밝은 분위기. 꿈이 하나 있다면 김치 판매 많이 해 판매왕이 되고 돈 많이 저축해서 스무평 서민 아파트라도 마련해 부모님을 모시고 싶다는 생각을 하고 있다. 지금 사는 집은 뜨거운 물도 안나오는 낡은 골목 비탈의 한옥. 이씨 집안의 반대를 무릅쓰고 한석과 결혼하여 고초를 겪지만 아이를 낳고 행복하게 산다.
- 임지은: 황유정 역

냉정하고 머리가 굉장히 좋으며 미모도 뛰어나고 화술도 좋다. 방송국 아나운서로 방송국에 취직한 후에 오피스텔에서 혼자 살고 있다. 태호와의 결혼을 위해 집으로 들어오려 하고 이사를 가자고 한다. 친아들인 똘똘이에게 일부러 더 냉정하게 군다. 특히 가족들이 보는 앞에서는 더욱 더. 무슨 일이 있어도 원하는 것은 꼭 이루려 한다. 재벌 2세 강석과 결혼하지만, 순정이 동서로 들어오자 자신의 비밀이 밝혀질까 전전긍긍하며 순정을 괴롭힌다. 모든 사실이 밝혀지고 불임이라는 사실을 알게 되자 강석에게 이혼을 요구하고 괌으로 떠난다.
- 여운계: 안갑진 역

자매의 할머니. 매사에 걱정이 많지만 정신은 또렷하다. 돈 벌어 오는 딸 때문에 며느리에게는 큰 소리치고 산다. 어쩔 수 없는 상황에 빠진 유정과 순정을 모두 안타까워한다.
- 금보라: 황민자 역

자매의 고모. 일찍 혼자 되었고, 다시 결혼하면 안되는 팔자라는 점쟁이의 말을 믿고, 여러 남자에게 심적인 의탁을 하며 살아왔다. 친정에 더부살이 하러 들어왔다가 오히려 발목 잡혀 생활비를 대고 있다. 좁은 동네 골목에서 촌스런 간판을 달고, 이름만 카페인 술집을 하고 있다. 왈왈, 푸르르 하는 성격과 다소곳한 여자 성격을 두루 갖춘 술 못 마시는 여자.
- 최제우: 김대성 역

민자의 아들. 군대 제대 후, 다니던 전문 대학교 복학을 안 한 채 엑스트라 생활을 하고 있다. 대스타가 되겠다는데, 식구들이 보기엔 문제아 같다. 허나, 알고 보면 엄마를 끔찍이 사랑하고 속정이 깊다.
- 이지수: 박소리 역

대성의 여자 친구. 민자의 카페 뒷방에 세든 처녀. 시골에서 올라와 메이크업을 배우러 다니며 자신의 꿈을 키우는 똑소리 나는 아가씨. 대성과의 앞날이 궁금하다.
- 백일섭: 황민술 역

자매의 아버지. 시장에서 바베큐 치킨 ,생수 대리점, 미니스커트 장사를 잠깐 한 적이 있었지만, 이내 가게가 망했다. 본인은 열심히 했는데 시대가 따라 주지 않았다고 생각한다. 고모, 즉 여동생 민자가 집으로 들어온 이후에는 아예 일손을 놓은 셈이다. 세상 제일의 미덕은 남자다운 것이라고 생각하는 사람. 하지만 큰소리만 땅땅, 하루에도 열두 번씩 친구 찬돌과 담배값 2천 원 때문에 싸운다.
- 김해숙: 김진분 역

유정의 생모가 죽은 후 후처로 들어와 순정을 난산으로 낳고, 그 후 아이를 못 낳아 죄인처럼 살아 왔다. 무능한 남편이지만, 떠받들고 살며 새벽에는 요구르트 배달도 한다. 전처 자식 유정에게는 쩔쩔매고, 별 기대 없던 순정에게는 편한 마음에 어려서부터 집안 살림을 다 시켰다. 똘똘이의 사건 이후에 친딸 순정이가 미혼모처럼 되버린 것도 울화가 치미는데 순정이 유정에게 맥없이 당하는 것을 알자 말도 못하고 혼자 속앓이를 하고 있다. 아무도 모르게 끙끙.
- 김영찬: 황두리(똘똘이) 역

순정의 아들이자 유정의 친아들. 너무 예쁘고 귀엽고 똘똘하고 눈이 크고 착하고 탐스러운 아이. 순정의 다리를 꼭꼭 주물러 주고 유치원에서 남은 간식을 가져와 순정에게 먹여주는 착한 아들.

### 이씨 집안
- 홍학표: 이강석 역

백화점 재벌의 장남. 생각도 빠르고 말도 빠른 엘리트. 부모에게는 너무도 자랑스런 아들. 여자에게는 자신의 기분에 따라 로맨스도 즐기는 남자. 최고 경영자 수업을 하고 있으며, 최근에는 백화점 계열로 백화점 오픈을 추진 중이다. 유정의 접근이 의도인 줄 알면서도 자신있게 그녀를 받아들이지만, 태호와 두리의 존재를 알고 그녀의 이중인격에 치를 떤다.
- 이주현: 이한석 역

자유 방랑자. 아무에게도 말 안하는 영화감독의 꿈이 있으나 집에서 나와 비디오 출장 기사를 하고 있다. 비디오를 찍으며 작품 구상을 하고, 경험을 쌓고 세상을 두루 구경하려 한다. 고아 같은 태도에 순정은 강석이 고아인줄 알고, 안심하고 사랑에 빠진다. 미혼모 순정을 진심으로 사랑하고 똘똘이에게도 너무도 다정다감하다. 가슴이 따뜻하고 속이 깊다. 그러나 밝고 정직하며 뚝심도 있다.
- 한진희: 이찬명 역

백화점 재벌로 겸손하지만 자신감 있는 중년. 출신 대학 동창회장을 맡고 있으며 사회적으로도 인정받는 사업가. 때론 자식에게도 냉정한 아비, 사자가 되는 엄중한 아버지. 그러나 아내도 인정해줄 줄 알고, 아내를 위해 백화점의 갤러리를 내어 준 사진과 소설, 그림에도 관심이 있는 고급 취향의 남자. 선친에게서 기반이 될 만한 작은 쇼핑몰을 물려 받아 불을 일으키듯 키웠다. 순정과 한석의 결혼을 반대하는 아내를 설득한다.
- 박정수: 정수미 역

형제의 어머니. 우아하고 다정한 성격이지만 은근한 고집이 있다. 작은아들에 대한 걱정이 태산같지만, 겉으로는 잘 드러내지 않는다. 큰아들을 남편 맞잡이만큼 존중해 주고, 자식들에게 늘 격려를 아끼지 않는 어머니. 미대를 다니다가 졸업 마지막 학기를 남겨두고, 프랑스 유학을 보내 준다는 말에 혹 해서 결혼해 버렸지만 자의반 타의반으로 가사에 전념해 왔다. 갤러리를 오픈하면서 어찌저찌 대학 졸업장도 마저 따고 대학원도 마쳤다. 하지만, 아주 검소하고 단정한 복장이다. 사회에 귀감이 될만한 부인이 되고 싶기에.
- 이인혜: 이민주 역

집안의 막내딸. 착하고 활발한 성격으로 부모와 오빠들 사이를 조율한다. 유정의 대학 1년 후배로, 유정이 진행하는 라디오 프로그램 PD이다. 자신이 재벌집 딸이라는 사실을 숨기며 활동한다.

### 그 외 인물
- 유태웅: 박태호 역

부잣집 아들로 유정과는 대학 때 캠퍼스 커플이었다. 불같은 사랑으로 유정과 아이를 가졌지만 집안의 반대로 헤어지게 된다. 유정 앞에 다시 나타나 유정과 불륜을 저지르며 회사 공금을 빼돌리는 등 함께 음모를 꾸민다. 유정의 사주를 받아 순정을 납치하는 범죄를 저지르고, 참회한 유정에게 배신당하자 유정과의 몸싸움 끝에 사망한다.
- 조안: 강미라 역 (69회 ~ )

수미 친구의 딸로 미국에 거주하다 귀국하였다. 맏며느리 유정을 마음에 안 들어한 수미가 둘째 며느리감으로 택한 여자. 한석에게 애정공세를 펼쳐 약혼한다. 순정에게 아버지 강 회장이 한석의 집안을 도와주었다며 헤어질 것을 요구하고 행패를 부리지만 결국 한석과의 결혼은 파토난다.
- 강성민: 강준호 역 (1회 ~ 69회)

민주의 친구. 민주를 짝사랑하여 같은 학교에 입학하였고 같은 방송국에 취직하여 민주의 라디오 프로그램 조연출을 맡게 된다. 해외 연수를 떠나는 설정으로 극에서 하차한다.
- 이영실: 이씨 집안 가사 도우미 역
- 전원주
- 조하나
- 최범호
- 공재원
- 이원종
- 김일웅
- 최세환
- 조재혁
- 박형선
- 양현태
- 윤희주
- 이지수
- 김신일
- 정승재
- 염재욱
- 오협
- 강보라
- 최자혜
- 신동미
- 이상이
- 장경희
- 지양명
- 김태현
- 박현정
- 한미진

## 시청률
- 저조한 시청률을 기록했던 MBC 아침 드라마 시간대에서 시청률 20%를 넘기며 큰 흥행을 하였다.[1][2]

## 참고 사항
- 작가 최윤정은 96년 아이싱 이후 6년 만에 MBC로 돌아왔다.
- 언니가 과거의 남자를 사주해 친동생을 납치하는 선정적인 내용을 방영해 물의를 빚었다.[3][4]
- 여성관을 왜곡시켰으며, 또한 가족의 의미 관계를 변질시켰다는 점에서 비판을 받았다.[5]